# خولیو چیارینی
خولیو چیارینی (اسپانیایی: Julio Chiarini‎؛ زادهٔ ۴ مارس ۱۹۸۲) بازیکن فوتبال اهل آرژانتین است.

## باشگاهی
از باشگاه‌هایی که در آن بازی کرده‌است می‌توان به باشگاه فوتبال ریور پلاته و	باشگاه فوتبال اتلتیکو تیگره اشاره کرد.